# Mulona grisea
Mulona grisea là một loài bướm đêm thuộc phân họ Arctiinae, họ Erebidae.